# Jörg Petzel

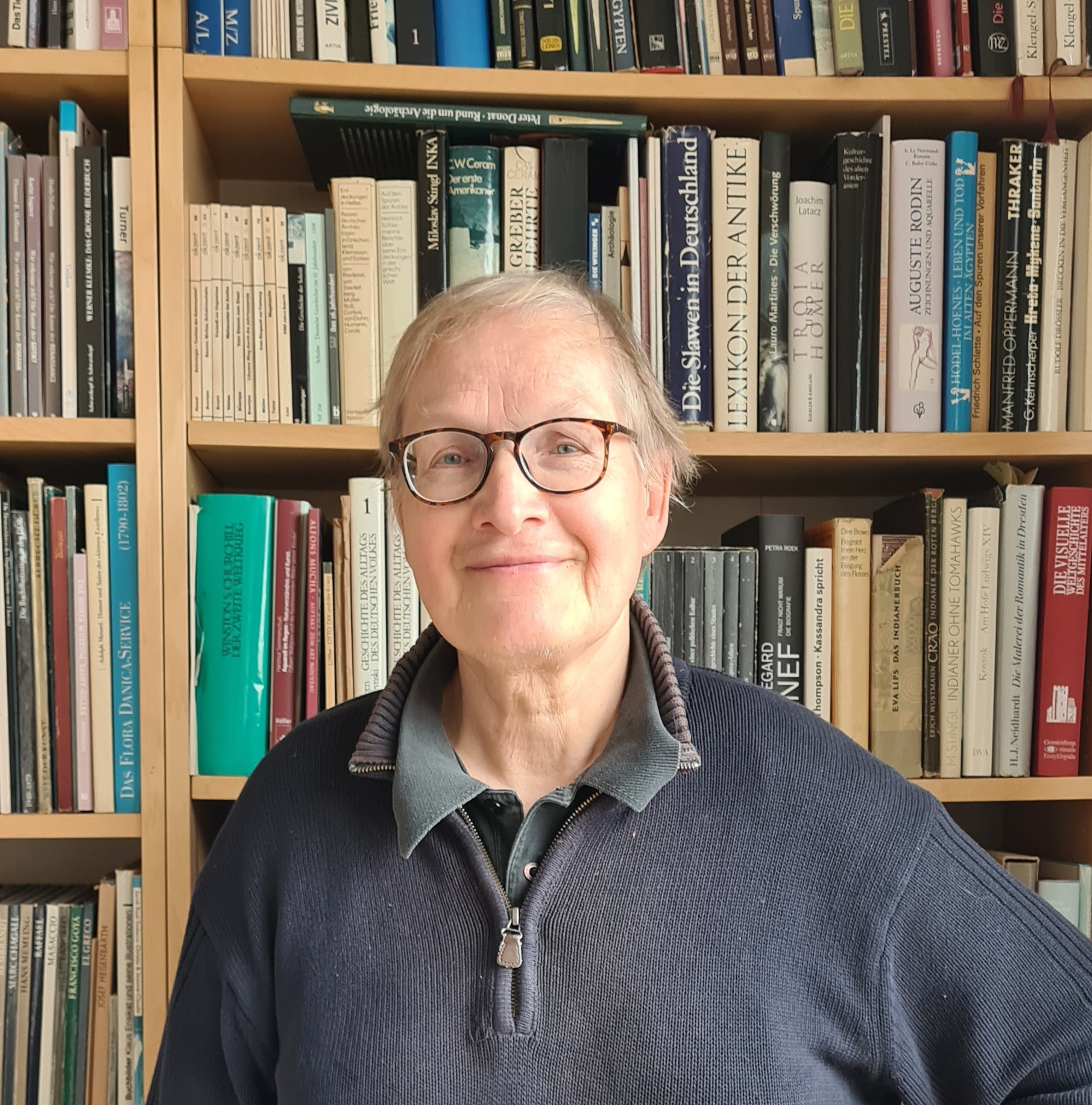
Jörg Petzel 2023

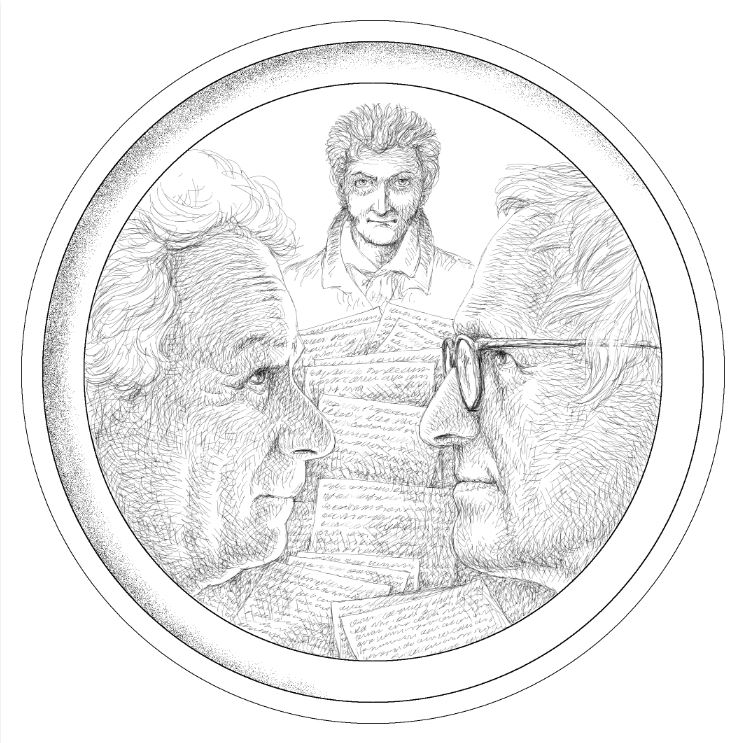
Portrait von Bernd Hesse, E. T. A. Hoffmann und Jörg Petzel (v. l. n. r.), Zeichnung des Illustrators Steffen Faust, 2024

Jörg Petzel (* 1953 in Wittenberge) ist ein deutscher Germanist und Historiker. Sein Spezialgebiet ist das Werk von E.T.A. Hoffmann.

## Leben und Wirken
Jörg Petzel absolvierte zunächst eine Ausbildung zum Buchhändler und Antiquar und war 11 Jahre als Buchhändler, Antiquar und Bibliothekar in Berlin tätig. Sein anschließendes Studium der Germanistik, Geschichts- und Kommunikationswissenschaft an der Universität Bamberg schloss er als Diplom-Germanist ab. Es folgten berufliche Stationen als Presselektor und bei Zeitschriften, bevor er sich einer Tätigkeit als freier Autor zuwandte.
Seine literaturwissenschaftlichen Forschungen widmet er Schriftstellern wie E.T.A. Hoffmann, Theodor Fontane, Arno Schmidt und Franz Fühmann. Seine historischen Forschungen konzentrierte er zuletzt auf den Widerstand gegen den Nationalsozialismus. Er arbeitete als historischer Mitarbeiter am Projekt Rosa Winkel – Die Verfolgung Homosexueller im Nationalsozialismus. Zusammen mit Eckehard Plum konzipierte und kuratierte er in Berlin 2012 die Ausstellung „Die Träume einzig blieben mir in meiner kahlen Zelle“. Frauen des Widerstands im Gerichtsgefängnis Kantstraße 79, die in der Villa Oppenheim zu sehen war und wegen ihres anhaltenden Erfolgs als Dauerausstellung im Oberverwaltungsgericht Berlin-Brandenburg gezeigt wird.
Petzel ist Mitglied in einer Vielzahl historischer und literarischer Vereinigungen, wie der E.T.A. Hoffmann-Gesellschaft, deren Vizepräsident er seit 2006 ist. Er war im wissenschaftlichen Beirat der länder- und institutionsübergreifenden Ausstellung zum 200. Todestag E.T.A. Hoffmanns Unheimlich Fantastisch, die 2022 in der Staatsbibliothek Bamberg, der Staatsbibliothek zu Berlin und im Deutschen Romantik Museum Frankfurt a. M. gezeigt wurde.
Für das E.T.A. Hoffmann Portal der Staatsbibliothek zu Berlin erarbeitete er umfassende Beiträge zu Leben und Werk E.T.A. Hoffmanns. Petzel war 2022 Mitorganisator der Tagung 200 Jahre Meister Floh – E.T.A. Hoffmanns Märchen zwischen Zensur und Staatsaffäre in der Staatsbibliothek zu Berlin und hielt ein Referat zum Thema „Meister Floh“ zensiert und unzensiert. 200 Jahre Editionsgeschichte. Mit dem Juristen und Schriftsteller Bernd Hesse ergab sich eine produktive Zusammenarbeit. Sie veröffentlichten gemeinsam u. a. Forschungsergebnisse im E.T.A. Hoffmann-Jahrbuch beim Erich Schmidt Verlag, einen Anekdotenband beim Eulenspiegel Verlag und einen Auswahlband zu E.T.A. Hoffmann beim Marix Verlag.

## Publikationen (Auswahl)

### Als Autor
- Hoffmann und Langbein. In: E.T.A. Hoffmann-Gesellschaft e.V. (Hrsg.): Mitteilungen der E.T.A. Hoffmann-Gesellschaft e.V., 23. Heft 1977, Bamberg 1977, S. 44–49, ISBN 3-921247-05-5.
- E.T.A. Hoffmann und Arno Schmidt. In: E.T.A. Hoffmann-Gesellschaft e.V. (Hrsg.): Mitteilungen der der E.T.A. Hoffmann-Gesellschaft e.V., 26. Heft 1980, Bamberg 1980, S. 88–98, ISBN 3-921247-08-X.
- „Anspruchsvolle Quasselei“ oder einige Marginalien zur Hoffmann-Rezeption Theodor Fontanes. In: Mitteilungen der E.T.A. Hoffmann-Gesellschaft e.V., 34. Heft 1988, Bamberg 1988, S. 84–88, ISBN 3-921247-16-0.
- Auswahlbibliographie zu E.T.A. Hoffmann. In: Heinz Ludwig Arnold (Hrsg.): text + kritik Sonderband E.T.A. Hoffmann. edition text + kritik, München 1992, ISBN 3-88377-408-1.
- E.T.A. Hoffmann und das Ehepaar Fouqué im Spiegel ihrer Briefe, Erinnerungen und Werke. In: Tobias Witt (Hrsg.): Jahrbuch der Fouqué-Gesellschaft Berlin-Brandenburg. 2001/02, Weidler Verlag, Berlin 2002, S. 61–73, ISBN 3-89693-208-X.
- Caspar Walter Rauh und sein Briefwechsel. In: Marina von Assel (Hrsg.): Caspar Walter Rauh und sein Briefwechsel, Eine Auswahl faksimilierter und transkribierter Briefe an und von Caspar Walter Rauh zu seinem 100. Geburtstag als Bilderbuch zum Lesen. Schriftenreihe des Kunstmuseum Bayreuth Nr. 31, Bayreuth 2012, ISBN 978-3-935880-28-2.
- „Ich habe erlesene [G]esellschaft: [H]offmann...“ Arno Schmidt liest E.T.A. Hoffmann. In: Michael Meinert (Hrsg.): Zettelkasten 30, Aufsätze und Arbeiten zum Werk Arno Schmidts, Jahrbuch der Gesellschaft der Arno-Schmidt-Leser 2013/2014, Bangert & Metzler, Wiesenbach 2014, ISBN 978-3-924147-67-9.
- E.T.A. Hoffmann, „...daher will ich meiner Schreiblust auch künftig ganz rücksichtslos nachgehen“, Autographe aus dem Bestand der Staatsbibliothek zu Berlin, Staatsbibliothek zu Berlin, Preußischer Kulturbesitz, 2. Auflage, Berlin 2014, ISBN 3-88053-133-1.
- Teufelspuppen und brennende Perücken, Magnetiseure, Hüpf- und Schwungmeister – E.T.A. Hoffmann in Berlin. Frankfurter Buntbücher 57, verlag für berlin-brandenburg, Berlin 2015, ISBN 978-3-945256-36-7.
- mit Bernd Hesse: E.T.A. Hoffmann – Ein Lebensbild in Anekdoten. Eulenspiegel Verlag, Berlin 2021, ISBN 978-3-359-03013-3.
- mit Bernd Hesse: „Aus Überzeugung der Notwendigkeit studiere ich mein jus“ oder E.T.A. Hoffmanns Studienzeit in Königsberg. In: Claudia Liebrand, Harald Neumeyer und Thomas Wortmann (Hrsg.): E.T.A. Hoffmann-Jahrbuch, Band 29, Erich Schmidt Verlag, Berlin 2021, S. 7–52, ISBN 978-3-503-19464-3.
- Eine hoffmannsche Situation oder das Prinzip Mengele. In: Paul Alfred Kleinert (Hrsg.): Filmwelten Franz Fühmanns, Engelsdorfer Verlag, Berlin/Leipzig 2022, S. 119–132, ISBN 978-3-96940-278-8.
- „Erkleckliche Mercantilia“ oder E.T.A. Hoffmann und seine Verleger. In: Benjamin Schlodder, Christina Schmitz, Bettina Wagner, Wolfgang Bunzel (Hrsg.): Unheimlich Fantastisch – E.T.A. Hofmann 2022, Begleitbuch zur Ausstellung. Spector Books, Leipzig 2022, S. 172–179, ISBN 978-3-95905-573-4.
- Was soll der Unsinn? Gesammelte Aufsätze und Vorträge 1977–2020. BoD, Norderstedt 2022, ISBN 978-3-7562-0282-9.
- Julius Eduard Hitzig und sein Verlag im frühen 19. Jahrhundert. AphorismA Verlag, Berlin 2022, ISBN 978-3-86575-595-7.
- mit Bernd Hesse: Die isisköpfige Sphinx. E.T.A. Hoffmanns allegorische Titelvignette zu den Fantasiestücken in Callot’s Manier. In: Claudia Liebrand, Harald Neumeyer und Thomas Wortmann (Hrsg.): E.T.A. Hoffmann-Jahrbuch, Band 32, Erich Schmidt Verlag, Berlin 2024, S. 65–90, ISBN 978-3-503-23917-7.

### Als Herausgeber
- mit Gerhard Allroggen, Friedhelm Auhuber, Hartmut Mangold, Hartmut Steinecke: E.T.A. Hoffmann sämtliche Werke in sechs Bänden. Band 1, E.T.A. Hoffmann, frühe Prosa, Briefe, Tagebücher, Libretti, juristische Schrift, Werke 1794–1813. Deutscher Klassiker Verlag, Frankfurt am Main 2003, ISBN 3-618-60850-0.
- mit Gerhard Allroggen, Friedhelm Auhuber, Hartmut Mangold, Hartmut Steinecke: E.T.A. Hoffmann sämtliche Werke in sechs Bänden. Band 6, E.T.A. Hoffmann, späte Prosa, Briefe, Tagebücher und Aufzeichnungen, juristische Schrift, Werke 1814–1822. Deutscher Klassiker Verlag, Frankfurt am Main 2004, ISBN 3-618-60900-0.
- mit Barbara Heinze: Franz Fühmann, Die Briefe, Band 1, Briefwechsel mit Kurt Batt. Hinstorff Verlag, Rostock 2017, ISBN 978-3-356-02071-7.
- mit Tiziana Corda: E.T.A. Hoffmanns Stadterkundungen und Stadtlandschaften. Königshausen & Neumann, Würzburg 2018, ISBN 978-3-8260-6609-2.
- mit Bernd Hesse: E.T.A. Hoffmann – Mit dem Kopf im Himmel und den Füßen auf dem Boden, Texte eines Universalkünstlers. S. Marix Verlag, Wiesbaden 2021, ISBN 978-3-7374-1175-2.

## Hörbuch
- E. T. A. Hoffmann – Ein Lebensbild in Anekdoten. Autoren und Sprecher: Bernd Hesse, Jörg Petzel, Spieldauer 2 h 57 min, Soundriver, Berlin 2024, GTIN 4066004698175.[16]